# 广昌县 (东汉)
广昌县，中国古县名。

## 历史沿革
- 建安中，三国吴分析鄱阳县北境立广昌县，属鄱阳郡。治所在今江西鄱阳县北石门街镇。[1]
- 西晋太康元年(280)以广昌县改名广晋县，为鄱阳郡治。治所在今江西波阳县北石门街镇。[2]